# NXP Semiconductors
NXP Semiconductors is de voormalige halfgeleiderdivisie van Philips. De letters NXP staan voor Next eXPerience. NXP is een wereldwijd opererende firma met vestigingen in 30 landen en met het hoofdkantoor in Eindhoven (HTC), Nederland. Bij het productiecentrum in Nijmegen werkten in 2015 ca. 900 medewerkers.

## Activiteiten
NXP is een producent van halfgeleiders. De activiteiten zijn over de volgende bedrijfsonderdelen verdeeld:
- Automotive
- Industrial & IoT
- Mobile
- Communication Infrastructure & Other

Automotive is het grootste bedrijfsonderdeel met een omzetaandeel van ruim 50% in 2023.

### Resultaten
NXP gaf in de jaren 2014 en 2015 gemiddeld 14% van de jaaromzet uit aan Onderzoek & Ontwikkeling van nieuwe producten en diensten. Het grote verlies in 2016 is vooral het gevolg van afboekingen op de activa van Freescale, na de overname door NXP. De omzet is in dat jaar met 50% gestegen door de consolidatie van Freescale. In 2018 werd de winst positief beïnvloed door US$ 2 miljard van Qualcomm omdat de overname mislukte. De daling van de winst in 2020 was het gevolg van de coronapandemie waardoor de vraag vanuit de automobielindustrie inzakte. In 2021 realiseerde NXP een fors winstherstel na twee moeizame jaren en in 2022 volgde een verdere stijging.
| Jaar | Omzet           | Bedrijfs- resultaat | Netto- resultaat |
| Jaar | (× US$ miljoen) | (× US$ miljoen)     | (× US$ miljoen)  |
| ---- | --------------- | ------------------- | ---------------- |
| 2010 | 4402            | 273                 | –456             |
| 2011 | 4194            | 357                 | 390              |
| 2012 | 4358            | 412                 | –115             |
| 2013 | 4815            | 651                 | 348              |
| 2014 | 5647            | 1049                | 539              |
| 2015 | 6101            | 2015                | 1526             |
| 2016 | 9498            | –150                | –133             |
| 2017 | 9256            | 2102                | 2215             |
| 2018 | 9407            | 2710                | 2208             |
| 2019 | 8877            | 641                 | 243              |
| 2020 | 8612            | 418                 | 52               |
| 2021 | 11.063          | 2583                | 1871             |
| 2022 | 13.205          | 3797                | 2787             |
| 2023 | 13.276          | 3661                | 2797             |
| 2024 | 12.614          | 3417                | 2510             |

## Geschiedenis

### Onderdeel van Philips
- Philips Semiconductors neemt VLSI Technology over in juni 1999.
- In december 2005 maakt Philips het voornemen bekend om de Semiconductors Divisie af te splitsen. Dit proces van "disentanglement" was gepland voltooid te zijn op 10 januari 2006.
- 2 augustus 2006: Philips tekent een overeenkomst om een aandeel van 80,1% in Philips Semiconductors te verkopen aan een consortium van private equity-investeerders bestaande uit Kohlberg Kravis Roberts & Co. (KKR), Silver Lake Partners en AlpInvest Partners.[6] Philips zal zelf een belang van 19,9% behouden. De transactie impliceert een waarde van Philips Semiconductors van circa € 8,3 miljard, inclusief schulden en overige verplichtingen.[6] Philips verwacht op deze verkoop een winst na belasting en transactiekosten van circa € 6,4 miljard te realiseren.[6] Het bedrijf behaalde over 2005 een omzet van € 4,6 miljard en telde wereldwijd circa 37.000 medewerkers.[6]

### Verzelfstandigd
- 1 september 2006: NXP maakt zijn naam bekend aan de media tijdens de Internationale Funkausstellung (IFA), een beurs voor consumentenelektronica in Berlijn.
- 14 september 2006: NXP maakt zijn raad van bestuur bekend, bestaande uit Frans van Houten, Peter van Bommel, Theo Claasen en Hein van der Zeeuw.
- 1 oktober 2006: NXP wordt een aparte rechtspersoon.
- 4 oktober 2006: NXP maakt de aanstelling bekend van Sir Peter Bonfield als voorzitter van zijn raad van commissarissen.
- 8 februari 2007: NXP maakt bekend dat het de afdeling Cellular Communications Business van Silicon Labs  overneemt.
- 12 maart 2008: De AIVD maakt bekend dat de Mifare-chip van NXP zo eenvoudig te kopiëren is dat er sprake is van acute dreiging door het vervalsen van toegangspassen
- 11 april 2008: NXP maakt bekend te stoppen met chips voor mobiele telefonie. De divisie "Mobile and Personal" die zich hier mee bezighoudt is voor een bedrag van 985 miljoen euro verkocht aan STMicroelectronics. STMicroelectronics gaat samen met haar eigen activiteiten op dit gebied een nieuwe onderneming oprichten (ST-NXP) waar NXP voorlopig nog een minderheidsbelang houdt van 19,9%. NXP verliest hiermee 35% van haar omzet en zakt daarmee op de ranglijst van grootste chipfabrikanten van de 11e naar de 15e plaats.
- 29 april 2008: NXP koopt de Broadband Media Processing Lines van firma Conexant.
- 12 september 2008: NXP kondigt een grote herstructurering aan waarbij wereldwijd 4500 banen verloren zullen gaan. In Nederland werkten tot dan toe 6500 mensen, en 1300 arbeidsplaatsen zullen verdwijnen, waarvan 1050 in Nijmegen en 250 in Eindhoven. Gepland is de sluiting van een van de twee fabrieken in Nijmegen in 2010. Ook fabrieken in Caen en in het Amerikaanse Fishkill gaan dicht of worden verkocht en in Hamburg wordt de productie verminderd. Een van de oorzaken is de grote schuldenlast die is ontstaan door de politiek van de private-equity-investeerders. Vooral in onderzoek en ontwikkeling wordt gesneden en NXP trekt zich volledig terug uit de mobiele telefonie door haar minderheidsbelang in ST-NXP te verkopen.
- 31 december 2008: NXP maakt bekend dat Chief Executive Officer Frans van Houten met onmiddellijke ingang wordt vervangen door Richard Clemmer, die eerder dit jaar door KKR is aangesteld als lid van de raad van commissarissen van NXP. Clemmer was topman bij Agere Systems, de voormalige chipdivisie van Lucent, en werkte daarvoor onder meer 23 jaar voor de Amerikaanse chipfabrikant Texas Instruments. Clemmer is door KKR geselecteerd vanwege zijn ruime ervaring met het uitvoeren van reorganisaties en fusies bij Amerikaanse chipbedrijven.

### Beursgang
Medio 2010 werd de beursgang van NXP bekendgemaakt. De indicatie van de introductiekoers lag tussen de US$ 18 en US$ 21 per aandeel. De private equity aandeelhouders verkochten 34 miljoen aandelen en de aandelen NXP zijn vanaf 6 augustus weer genoteerd op de NASDAQ. De daadwerkelijke introductieprijs lag met US$ 14 per aandeel fors onder de indicatie. De totale verkoopopbrengst was US$ 476 miljoen en de totale beurswaarde was op dat moment circa US$ 3,5 miljard. In 2006 betaalden de private equity beleggers zo’n US$ 4,4 miljard voor 80% van de aandelen waarmee de totale waarde van NXP op circa US$ 5,5 miljard uitkwam. In september 2010 verkocht Philips het resterende 20% belang in NXP aan het Britse pensioenfonds van Philips. Deze verkoop levert Philips een bate op van € 140 miljoen.
Op 31 maart 2011 volgde een tweede plaatsing van 30 miljoen aandelen tegen US$ 30 per stuk. Een derde plaatsing, wederom een pakket van 30 miljoen aandelen, volgde in februari 2013 tegen een koers van US$ 30,35. In 2012 stonden er gemiddeld zo’n 250 miljoen aandelen NXP uit. De private equity investeerders die in 2006 NXP overnamen van Philips hadden op 7 februari 2013 nog 28% van de aandelen NXP in handen. Na een sterke koersstijging besloten de grootaandeelhouders in december 2013 hun belang nog eens met 25 miljoen stuks te reduceren. Deze werden voor US$ 42,50 per stuk verkocht hetgeen de verkopende aandeelhouders ruim US$ 1 miljard opleverde.
Vanaf 23 december 2013 maakt NXP deel uit van de NASDAQ-100 aandelenindex. NXP was toen het enige Nederlandse bedrijf dat is opgenomen in de NASDAQ-100, inmiddels zit ook ASML in die techindex.

### Ontwikkelingen na beursgang
In maart 2015 kondigde NXP de overname aan van branchegenoot Freescale. NXP betaalt zo’n US$ 11,8 miljard, waarvan het grootste deel wordt voldaan door de uitgifte van 115 miljoen nieuwe aandelen uit met een waarde van US$ 9,8 miljard. Inclusief de overname van schulden van Freescale heeft de transactie een waarde van US$ 16,7 miljard. Na de overname bezitten de aandeelhouders van NXP 68% van het gecombineerde bedrijf, en die van Freescale de overige 32%. De gecombineerde omzet komt boven de US$ 10 miljard uit en het bedrijf is een belangrijke leverancier voor de auto-industrie. De nieuwe combinatie verwacht jaarlijks US$ 500 miljoen aan kosten te kunnen besparen. Na de Freescale-acquisitie is NXP de vierde chipfabrikant ter wereld, nummer zeven als ook de fabrikanten van computergeheugen worden meegerekend. Beide bedrijven maken signaalversterkers voor mobiele zendmasten, met een gezamenlijk marktaandeel van 80% tot 90%. Deze activiteit werd verkocht om een eventuele blokkade van de transactie door mededingingsautoriteiten te vermijden. In mei 2015 werd hiervan de verkoop bekendgemaakt aan het Chinese investeringsbedrijf Jianguang Asset Management voor US$ 1,8 miljard. Deze ex-NXP-divisie gaat verder onder de naam Ampleon. Op 7 december 2015 werd de overname van Freescale afgerond en worden de resultaten in die van NXP meegenomen.
In juni 2016 verkocht NXP het bedrijfsonderdeel Standard Products aan een Chinees consortium voor US$ 2,75 miljard. Dit onderdeel maakt halfgeleiders voor automobielen en industriële applicaties. In 2015 behaalde dit onderdeel een omzet van US$ 1,2 miljard en telde zo'n 11.000 medewerkers. Kopers zijn Beijing Jianguang Asset Management (ook bekend als JAC Capital), een investeringsmaatschappij in staatshanden, en private equity partij Wise Road Capital. Het onderdeel gaat verder als Nexperia en het hoofdkwartier komt in Nijmegen. De transactie is op 6 februari 2017 afgerond.
In september 2016 werd bekend dat Qualcomm, een Amerikaanse ontwikkelaar en verkoper van halfgeleiders, interesse heeft om NXP over te nemen. Ongeveer twee weken later werden beide bedrijven het eens, Qualcomm biedt 43 miljard euro voor NXP, of US$ 110 per aandeel. In tegenstelling tot NXP heeft Qualcomm geen eigen fabrieken voor de productie van chips. De twee houden op termijn een kostenbesparing van 460 miljoen euro per jaar voor mogelijk. De transactie moet nog worden goedgekeurd door aandeelhouders en toezichthouders. Medio 2018 werd de overname door de Volksrepubliek China geblokkeerd. Qualcomm moest uiteindelijk NXP US$ 2 miljard betalen als zogeheten 'break-up fee', dit vergoedt de schade voor de tijd en moeite die NXP heeft gestoken in de overname.
In juni 2019 werd bekend dat NXP de wifi- en bluetooth-activiteiten van het Amerikaanse bedrijf Marvell gaat overnemen voor US$ 1,76 miljard. Met de overname gaan 550 medewerkers van Marvell over naar NXP. De Marvell-onderdelen hebben een jaaromzet van zo'n US$ 300 miljoen en laten een hoge groei zien. De transactie werd in december 2019 afgerond.
In augustus 2019 kondigde NXP de verkoop aan van zijn Voice and Audio Solutions (VAS) aan het Chinese Shenzhen Goodix Technology. Goodix betaalde US$ 165 miljoen aan NXP voor de spraak- en audio-oplossingen voor smartphones. Deze transactie werd op 3 februari 2020 afgerond en NXP realiseerde een nettoresultaat van US$ 110 miljoen op de verkoop.
In augustus 2023 maakte TSMC bekend dat NXP gaat deelnemen in de nieuwe fabriek in Dresden. De fabriek voor halfgeleiders vergt een investering van circa € 10 miljard. Ongeveer de helft van het benodigde geld komt uit fondsen van de Europese Unie en Duitsland. NXP neemt een aandelenbelang van 10%. Bosch en Infineon nemen ook allebei 10% voor hun rekening en TSMC houdt 70% van de aandelen. De fabriek gaat voornamelijk chips produceren voor de auto-industrie en de productie zal eind 2027 beginnen.
In juni 2024 maakte NXP bekend de investeren in een nieuwe waferfabriek in Singapore. De partner in dit project is Vanguard International Semiconductor (VIS). In de joint venture krijgt NXP een minderheidsbelang van 40%. De fabriek van VisionPower Semiconductor Manufacturing Company zal in 2027 in productie komen. Het hele project vergt een investering van US$ 7,8 miljard en zal 1500 banen creëren in Singapore. 